# Лопес, Эрмохенес
Эрмохенес Лопес (исп. Hermógenes López; 19 апреля 1830 — 17 декабря 1898) — венесуэльский военный и политический деятель, президент страны в 1887—1888 годах после отстранения от власти генерала Антонио Гусмана Бланко.

## Биография
О детстве Лопеса известно мало. Начал военную деятельность с приходом к власти Хосе Тадео Монагаса и его брата (1848—1858), участвовал во многих сражениях того времени, после чего вернулся к сельскому хозяйству.
Лопес стал главой правительства штата Карабобо после победы на выборах над генералом Грегорио Каденьо (май 1881). Занял пост президента Венесуэлы 8 августа 1887 года в связи с отставкой Гусмана Бланко.
Временное правительство Лопеса имело значительную поддержку Либеральной партии и общества.
За время пребывания во главе государства Лопес открыл железнодорожную линию между Пуэрто-Кабельо и Валенсией, в феврале 1888 года был введён в эксплуатацию подводный кабель в Европу. В апреле того же года на родину были возвращены останки Хосе Антонио Паэса.